# Umm al-Kurkum
Umm al-Kirkum és un illot deshabitat de l'emirat d'Abu Dhabi (Emirats Àrabs Units) al nord-est de l'illa de Sir Banu Yas (a uns 6 km).
És una illa arenosa amb dipòsits de closques d'ostra. La seva altura màxima és d'uns 3 metres. L'aigua entra pel sud i forma un llac que cobreix gairebé tota l'illa. Té importants colònies d'ocells. A uns 3 km al sud de l'illa hi ha l'illot de Hook.